# Salih Zeki

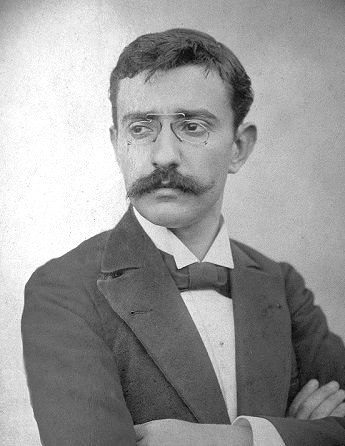
Salih Zeki

Salih Zeki, auch Ekinci Salih Zeki (osmanisch صالح زكى) (* 1864 in Konstantinopel; † 1921 ebenda), war ein osmanischer Mathematiker und Wissenschaftshistoriker, Verfasser zahlreicher Lehrbücher der Mathematik, Physik und Astronomie und Übersetzer von Büchern von Poincaré und Bertrand ins Türkische.

## Leben
Salih Zeki besuchte zunächst eine Hochschule im Stadtteil Darüşşafaka von Konstantinopel. 1883, im Alter von 19 Jahren, reiste er nach Paris und schrieb sich an der École des Postes et Télégraphes ein. Parallel dazu belegte er Kurse an der École des Ponts et Chaussées und auf dem Collège de France. Als ausgebildeter Elektroingenieur im Post- und Telegraphiewesen kehrte er 1887 nach Konstantinopel zurück und arbeitete zunächst als Elektroingenieur und Inspektor am dortigen Postministerium. Gleichzeitig unterrichtete er Naturwissenschaften an verschiedenen Schulen und Fachschulen in Konstantinopel.
1895 zum Direktor des Großherrlichen Observatoriums (osmanisch Rasathane-i Amire) ernannt, 1940 in Kandilli-Observatorium umbenannt, war das für ihn nur ein fünfjähriges Intermezzo, da er im Jahr 1900 an der neu gegründeten Universität Darülfünun für die Etablierung der naturwissenschaftlichen Fakultäten für Mathematik, Physik und Astronomie verantwortlich zeichnete. 1910 wechselte er als Direktor an das Galatasaray Lisesi, wurde 1912 Berater im Bildungsministerium und kehrte 1913 wieder als Rektor an seine alte Universität Darülfünun zurück. 1917 trat er von diesem Posten zurück, hielt aber bis zu seinem Tod weiter Vorlesungen an seiner Universität.

## Schrifttum
Aus Salih Zekis erwähnenswertem Schrifttum sind in erster Linie wohl Asar-ı Bakiye (Unsterbliche Werke) und Kamus-i Riyaziyat (Enzyklopädie der Mathematik) zu nennen, die allerdings nur unvollständig veröffentlicht worden sind. Asar-ı Bakiye war als fünfbändiges mathematikhistorisches Werk konzipiert, aber es wurden nur die ersten beiden Bände 1913 über die Trigonometrie und Algebra verlegt, während die restlichen drei Bände als Manuskripte erhalten sind. Von dem elfbändigen Kamus-i Riyaziyat, einem alphabetisch geordneten Lexikon mathematischer und astronomischer Definitionen, Biographien der entsprechenden Wissenschaftler und Aufzählungen derer Werke, Forschungsergebnissen und Erklärungen dazu, ist nur der erste Band in Druck gegangen. Das in diesen beiden Bänden niedergeschriebene Wissen der Schriften islamischer Mathematiker und Astronomen des Mittelalters sowie die Veröffentlichung europäischer Wissenschaftshistoriker beruhen auf den eigenen Studien und Forschungen Salih Zekis.
Trotzdem steuerte er mit einem erheblichen Beitrag seiner mehr als dreißig vielfach aufgelegten Mathematik-Lehrbücher in der Türkei, für verschiedene Schularten, zu Wissen und Bildung bei. Darüber hinaus war er ein gern gesehener Gastschreiber zu wissenschaftshistorischen Themen bei vielen türkischen Zeitungen.

## Familiäres
1901 heiratete Salih Zeki die zwanzig Jahre jüngere und später sehr bekannt gewordene Halide Edib Adıvar, mit der er zwei Söhne, Ali Ayetullah und Zeki Hikmetullah, hatte. Die Ehe war nicht glücklich und als Salih Zeki, sich auf die islamisch praktizierte und erlaubte Vielehe berufend, ein zweites Mal heiratete, ließ sich Adıvar 1910 von ihm scheiden und zog mit ihren beiden Söhnen zu ihrer Großmutter.

## Schriften
- Hikmet-i tabiiye; Verlag: Karabet Matbaası, 1894
- Yeni küçük hendese; Verlag: Dersaadet, Konstantinopel 1913
- Türkiye'de tütün, ziraat, san'at ve ticareti; Verlag: Cumhuriyet Matbaası, Konstantinopel 1928
- Yeni kozmoğrafya; Verlag: Matbaa-yı Âmire, Konstantinopel 1915
- Â̇sâr-ı bâkiye; Verlag: Babil, Ankara 2003–2004
- Kamus-ı riyaziyât : ulum-ı riyaziye ve hey'iyede mevcud ve müstamel kafe-i tabiratı ve bilcümle riyaziyun ve hey'iyunun tercüme-i halleriyle asar ve telifatına dair tarifatı cami'dir; Verlag: Matbaa-ı Âmire, Konstantinopel 1929

## Nachweise
1. ↑  Ekinci, Salih Zeki, 1864-1921. Library of Congress, abgerufen am 22. März 2020.
2. 1 2 3  Feza Günergun: Salih Zeki. In: Lexikon der bedeutenden Naturwissenschaftler. Band 3 Elsevier, München 2007, ISBN 3-8274-1883-6, S. 244–245.
3. ↑  Paul Ginsborg: Die geführte Familie: Das Private in Revolution und Diktatur 1900–1950. Google Books, abgerufen am 23. März 2020.

| Personendaten    | Personendaten                                               |
| ---------------- | ----------------------------------------------------------- |
| NAME             | Zeki, Salih                                                 |
| ALTERNATIVNAMEN  | Ekinci Salih Zeki; صالح زكى (osmanisch)                     |
| KURZBESCHREIBUNG | osmanischer Naturwissenschaftler, Mathematiker und Astronom |
| GEBURTSDATUM     | 1864                                                        |
| GEBURTSORT       | Konstantinopel                                              |
| STERBEDATUM      | 1921                                                        |
| STERBEORT        | unsicher: Konstantinopel                                    |